# Fönsterfikus
Fönsterfikus (Ficus elastica) är en art inom fikussläktet och familjen mullbärsväxter som växer naturligt i norra Indien och Sydostasien. Fönsterfikus kallas även något oegentligt för gummiträd för att man ur saven kan utvinna ett material med gummiliknande egenskaper, men det skall inte förväxlas med det riktiga gummiträdet (Hevea brasiliensis) ur vilket man utvinner naturgummi.
Fönsterfikusen är en av de gamla klassiska krukväxterna i Sverige med sina stora läderartade blad. Under 1930-talet var fönsterfikusen en av de vanligaste krukväxterna i Sverige men har sedan dess minskat i popularitet. Som krukväxt finns fönsterfikus i ett antal sorter med brokiga blad och med olika mönster på bladen.

## Synonymer
Ficus cordata Kunth & Boucharlet
Ficus skytinodermis Summerhayes
Ficus taeda Kunth & Boucharlet
Urostigma circumscissum Miquel
Urostigma elasticum (Roxburgh) Miquel
Urostigma karet Miquel
Urostigma odoratum Miquel